# Friedrich Glauser
Friedrich Charles Glauser (* 4 de febrero de 1896 en Viena; † 8 de diciembre de 1938 en Nervi cerca de Génova) fue un escritor suizo. Se considera uno de los primeros escritores en lengua alemana de novela negra.

## Glauser sobre él mismo
El 15 de junio de 1937, Glauser escribió en una carta a Josef Halperin ("mo." significa aquí morfina, de la cual Glauser fue muy dependiente durante largos periodos de su vida):
Nacido en 1896 en Viena, de madre austríaca y padre suizo. Abuelo paterno, buscador de oro en California (sans blague); abuelo materno, consejero áulico. Escuela primaria, 3 años académicos en un instituto de secundaria en Viena. Luego, 3 años en el internado de Glarisegg. Luego, 3 años en el Collège de Ginebra. Expulsado poco antes de terminar el instituto… Examen final cantonal en Zúrich. Un semestre de la carrera de química. Luego, dadaísmo. Padre quería internarme y ponerme bajo tutela. Huida a Ginebra… 1 año (1919) internado en el centro psiquiátrico de Münsingen. Fuga. 1 año en Ascona. Detención por mo. De vuelta al psiquiátrico. 3 meses en Burghölzli (diagnósticos contradictorios, porque en Ginebra me habían calificado de esquizofrénico). Entre 1921 y 1923, Legión Extranjera. Luego, friegaplatos en París. Minas de carbón en Bélgica. Más tarde, enfermero en Charleroi. Otra vez la mo. Internamiento en Bélgica. De vuelta a Suiza. 1 año por lo contencioso-administrativo en la prisión de Witzwil. Después, 1 año de ayudante en un plantel. Psicoanálisis (1 año)… De jardinero en Basilea, luego en Winterthur. Durante esta época, escribí la novela sobre la legión (1928/1929), 1930/1931 curso de un año en una escuela de horticultura en Oeschberg. Julio del 31, más psicoanálisis. Desde enero de 1932 hasta julio del 32, en París como “escritor libre” (como se suele decir con buenas palabras). De visita en casa de mi padre en Mannheim. Allí, arrestado por falsificación de recetas. Otra vez de vuelta a Suiza. Desde julio del 32 a mayo de 1936 internado. Et puis voilà. Ce n'est pas très beau…

## Vida

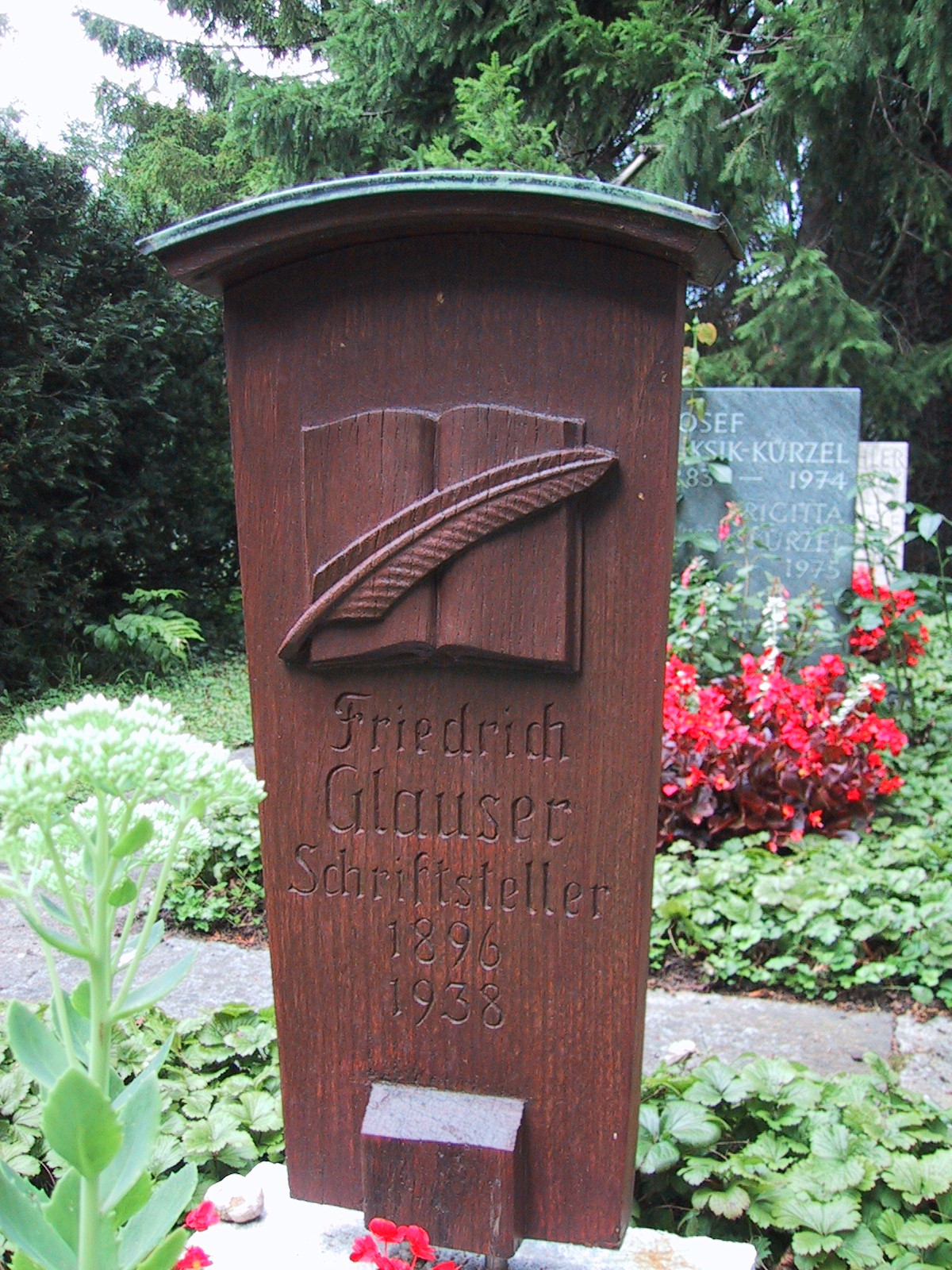
Sepultura de Friedrich Glauser en el cementerio de Manegg, Zúrich

### Primeros años en Viena, Steckborn y Ginebra
Friedrich Charles Glauser nació el 4 de febrero de 1896 en Viena. Hijo del maestro suizo Charles Pierre Glauser († 1937) y de Theresia, con apellido de soltera Scubitz, natural de Graz. Tras su muerte en 1900, su padre se casó por segunda vez en 1902. Ya en la escuela primaria, Friedrich no destacó por ser buen estudiante. Tuvo que repetir el tercer año de instituto. En 1909, su padre se divorció de su esposa, se casó en 1911 por tercera vez y se mudó a Mannheim, donde trabajó como rector en la Escuela superior de comercio. Desde entonces, se ocupó la abuela de la educación del joven. Cuando Glauser se escapó a Hungría, su padre lo sacó de la escuela y lo matriculó en 1910 en el internado de Glarisegg, situado en Steckborn. Allí, Glauser golpeó a su profesor de latín porque lo había castigado. Glauser acumuló deudas en los pueblos vecinos y fue obligado en 1913 a dejar la escuela. Su padre lo envió a Ginebra al Collège de Genève. Glauser trabajó para un periódico y escribió una reseña crítica y anónima sobre un libro de poemas de un profesor de la escuela. Se descubrió su autoría y fue sancionado. Posteriormente se fue voluntariamente a Zúrich y terminó sus estudios de secundaria en la segunda convocatoria en el instituto Minerva.

### Los años en Zúrich, dadaísmo y la Legión extranjera
En 1916, Glauser comenzó su carrera de Química pero ese mismo año lo dejó. En 1917, entró en contacto con artistas, poetas y músicos del movimiento Dadá. En 1918, se le puso bajo tutela por “una conducta descuidada y licenciosa“, léase aquí: consumo de drogas, deudas económicas y concubinato. A continuación, se le interna una y otra vez en clínicas y centros psiquiátricos, se fuga, lo vuelven a internar, hace curas de desintoxicación, vuelve a recaer, comete varios intentos de suicidio. En 1921, huyó a casa de su padre en Mannheim, que le procuró el ingreso en la Legión extranjera francesa. En Marruecos cursa estudios en la escuela de suboficiales, se coloca en administración y finalmente lo declaran inútil por problemas de corazón en la primavera de 1923.

### En Bélgica, Suiza, Francia e Italia
Posteriormente trabajó en una mina de carbón en Bélgica hasta que en 1925 lo mandaron de vuelta a Suiza. Allí siguieron once años que estuvieron marcados predominantemente por su enfermedad y sus constantes recaídas. En las épocas en las que gozaba de mejor salud, trabajó de ayudante de jardinero, en 1930/31 realizó una formación en la Escuela Cantonal de Horticultura de Oeschberg, cerca de Koppigen, hizo un primer intento en París de establecerse como escritor autónomo.
En el centro psiquiátrico de Münsingen, donde fue tratado, entre otros, por el psiquiatra Max Müller , conoció en 1932 a la enfermera Berthe Bendel. Con ella emigró en 1936 a un pueblito cerca de la localidad de Chartres; en 1937 se mudaron a Bretaña, en mayo de 1938, a Italia. En la víspera de su boda, cayó desmayado y murió a la edad de 42 años.

## Obra
La poesía fue la ambición más temprana de Friedrich Glauser. Ser escritor significó para él, en primer lugar, escribir poemas. En la lírica, creyó poder expresar su experiencia interior. Sus modelos fueron Mallarmé y Trakl; el tono se corresponde con el tenor expresionista de la época de finales de la Primera Guerra Mundial. Sin embargo, no llegó a imprimirse ninguno de estos textos. No encontró ningún editor para la recopilación de los poemas que Glauser reunió en 1920. Los poemas de Glauser no se publicaron hasta después de su muerte.
En sus últimos tres años de vida, Glauser escribió cinco novelas policíacas protagonizadas por el inspector Studer, un porfiado policía con entendimiento para con los descarriados. La mejor novela negra de Glauser, El reino de Matto transcurre en un hospital psiquiátrico y «en ella se puede apreciar igual que en las demás novelas, que el autor se ha basado en experiencias personales. Glauser consigue cautivar al lector con profundos estudios del entorno y con descripciones impactantes de la situación sociopolítica.» Según la opinión de Erhard Jöst, Glauser es «uno de los pioneros más importantes de la novela negra moderna.» Sus novelas y otros tres volúmenes más con textos en prosa fueron publicados entre 1936 y 1945. 
A partir de 1937 se publicó por entregas en el semanario de izquierdas «ABC» la novela sobre la Legión Extranjera, Gourrama, escrita entre 1928 y 1930, y posteriormente fue editada como libro en 1940. 
El legado literario de Glauser se encuentra en el Archivo Literario Suizo (Schweizerisches Literaturarchiv) en Berna. Después de tachar a Glauser en los años 50 y 60 de «enfant terrible» de la literatura suiza, su obra no volvió a ser publicada hasta 1969 por la editorial Arche, y a partir de 1992 por la editorial Limmat. Además, se han editado varias historias sobre el «inspector Studer» en forma de cómic, ilustradas por Hannes Binder.

## Obras

### Ediciones sueltas

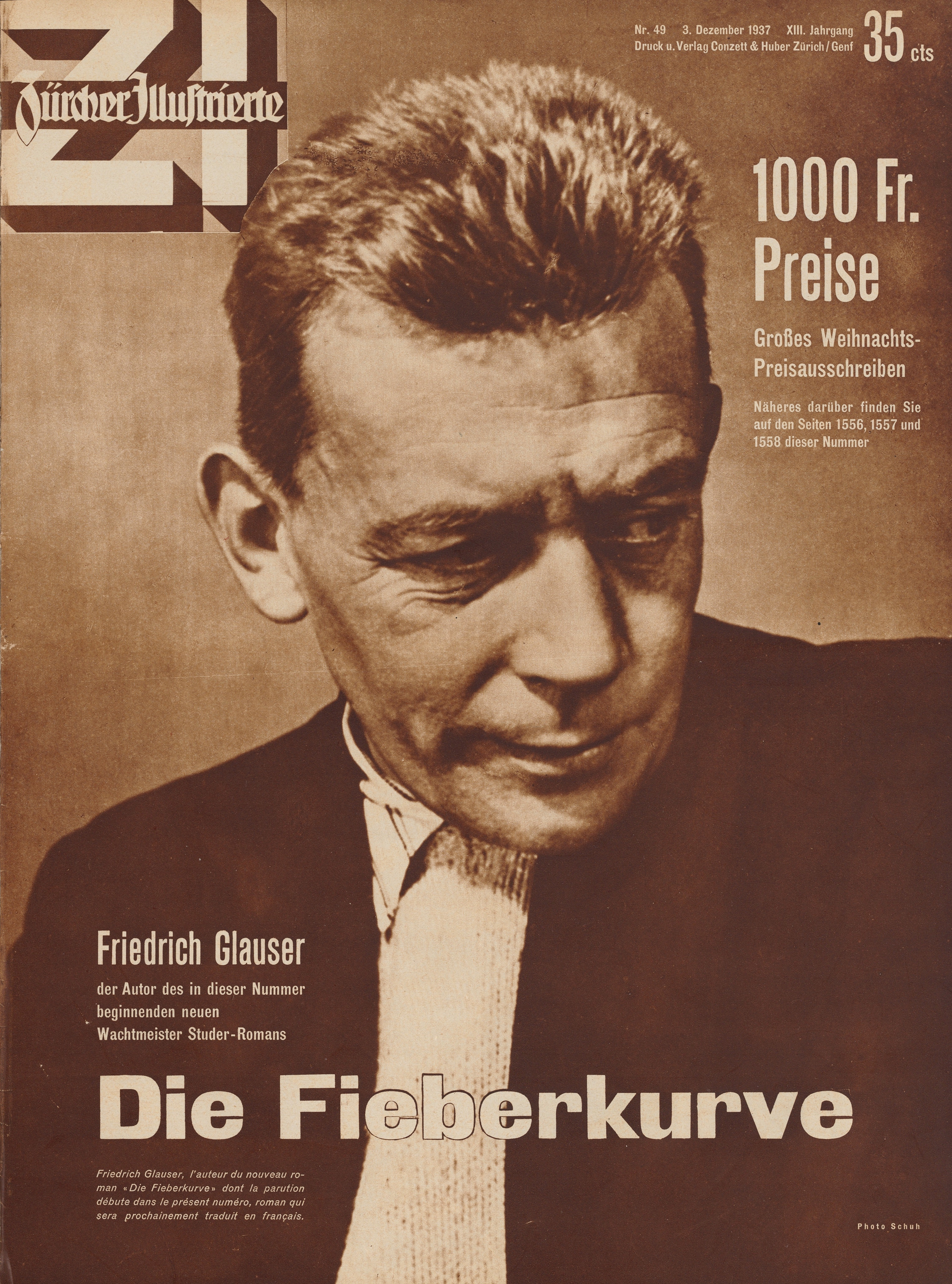
Die Fieberkurve

- Wachtmeister Studer. Morgarten, Zúrich 1936
- Matto regiert. Jean Christophe, Zúrich 1936
- Im Dunkel. Gute Schriften (GS 195), Basilea 1937
- Die Fieberkurve. Wachtmeister Studers neuer Fall. Morgarten, Zúrich 1938
- Der Chinese. Wachtmeister Studers dritter Fall. Morgarten, Zúrich 1939
- Mensch im Zwielicht. Narraciones y fragmentos de cartas, recopilados por Alfred Graber, editado por Friedrich Witz. Schweizer Druck- und Verlagshaus (NSB 39), Zúrich 1939
- Gourrama. Ein Roman aus der Fremdenlegion. Schweizer Druck- und Verlagshaus, Zúrich 1940
- Der Tee der drei alten Damen. Morgarten, Zúrich 1940
- Krock & Co. Wachtmeister Studers vierter Fall. Morgarten, Zúrich 1941
- Beichte in der Nacht. Gesammelte Prosastücke. Artemis, Zúrich 1945
- Dada, Ascona und andere Erinnerungen. Arche, Zúrich 1976, ISBN 3-7160-1571-7
- Morphium und autobiographische Texte. Editado por Charles Linsmayer. Arche, Zúrich 1980, ISBN 3-7160-1662-4
- Ali und die Legionäre und andere Geschichten aus Nordafrika. Sabe, Zúrich 1987, ISBN 3-252-01200-6
- Mensch im Zwielicht. Lesebuch, editado por Frank Göhre. Epílogo de Peter Bichsel. Luchterhand, Darmstadt 1988, ISBN 3-630-61814-6

- Datos: Q117520
- Multimedia: Friedrich Glauser / Q117520